# Eleccions regionals de Sicília de 1991
Les eleccions regionals per a renovar l'Assemblea Regional de Sicília se celebraren el 16 de juny de 1991. La participació fou del 74,4%.
| ← Eleccions regionals de Sicília, 1991 →       |           |       |        |
| Partits                                        | vots      | %     | escons |
| Democràcia Cristiana Italiana                  | 1.228.002 | 42,4% | 39     |
| Partit Socialista Italià (PSI)                 | 450.294   | 15,6% | 15     |
| Partit Democràtic d'Esquerra (PDS)             | 330.873   | 10,5% | 13     |
| La Rete (LR)                                   | 211.423   | 7,4%  | 5      |
| Partit Socialista Democràtic Italià (PSDI)     | 152.306   | 5,4%  | 6      |
| Moviment Social Italià-Dreta Nacional (MSI-DN) | 138.732   | 4,9%  | 5      |
| Partit Republicà Italià (PRI)                  | 104.912   | 3,7%  | 3      |
| Partit Liberal Italià (PLI)                    | 79.562    | 2,8%  | 2      |
| Rifondazione Comunista (DP)                    | 91.826    | 3,3%  | 1      |
| Verds                                          | 27.319    | 0,9%  | -      |
| Movimento Repubblicano                         | 18.905    | 0,7%  | 1      |
| Unió Popular Siciliana                         | 16.562    | 0,6%  | -      |
| PLI-PRI                                        | 14.011    | 0,5%  | -      |
| Alleanza democratica Nebrodi                   | 13.349    | 0,5%  | -      |
| Verdi siciliani                                | 7.350     | 0,3%  | -      |
| Lega Sud Sicilia                               | 5.206     | 0,2%  | -      |
| altres                                         | 9.386     | 0,3%  | -      |
| Total                                          | 2.900.018 | 100%  | 90     |

Fonts: Ministeri del l'Interior, ISTAT i Assemblea Regional Siciliana